# Firefox OS
Firefox OS (numele proiectului Boot to Gecko, cunoscut și ca B2G) este un sistem de operare cu sursă deschisă bazat pe Linux pentru smartphone-uri și tablete. Este dezvoltat de către Mozilla, organizația nonprofit cel mai bine cunoscută pentru navigatorul Firefox.
Firefox OS este proiectat să ofere un sistem alternativ „complet” bazat pe comunitate destinat dispozitivelor mobile, folosind standarde web și conținând aplicații HTML5, JavaScript, un model de privilegii robust, API-uri web deschise pentru a comunica direct cu hardware-ul telefonului, și un magazin de aplicații. Ca atare, concurează cu sisteme proprietare precum iOS-ul celor de la Apple și Windows Phone-ul celor de la Microsoft, precum și alte viitoare sisteme de operare cu sursă deschisă în dezvoltare ca Ubuntu Touch⁠(en)[traduceți].
Firefox OS a fost demonstrat public în februarie 2012, pe smartphone-uri Android și din nou în 2013 rulând pe un dispozitiv Raspberry Pi. În ianuarie 2013 la CES 2013, ZTE a confirmat lansarea unui smartphone cu Firefox OS, iar în data de 2 iulie 2013, Telefónica a lansat în Spania primul telefon comercial bazat pe Firefox OS, ZTE Open  care a fost rapid urmat de smartphone-ul Peak+ al celor de la Geeksphone.

## Începutul și dezvoltarea proiectului

### Începutul proiectului
Pe 25 iulie 2011, Andreas Gal, director de cercetare al Mozilla Corporation, a anunțat proiectul „Boot to Gecko” (B2G) pe lista de discuții mozilla.dev.platform. Propunerea proiectului a fost „să urmărească obiectivele de a construi un sistem de operare complet, independent pentru web-ul deschis” pentru „a găsi omisiunile care îi țin departe pe dezvoltatorii web din a construi aplicații care - în orice fel - sunt egale cu aplicațiile native contruite pentru iPhone [iOS], Android, and WP7 [Windows Phone 7].” Anunțul a identificat aceste domenii de lucru: API-uri noi web pentru a expune dispozitivul și capabilitățile sistemului de operare, cum ar fi telefonul și camera, un model de privilegiu pentru a expune în siguranță acestea paginilor web, aplicațiilor pentru a demonstra aceste capabilități, și cod la nivel scăzut pentru a boota pe un dispozitiv compatibil Android.

## Tehnologiile din spatele sistemului de operare

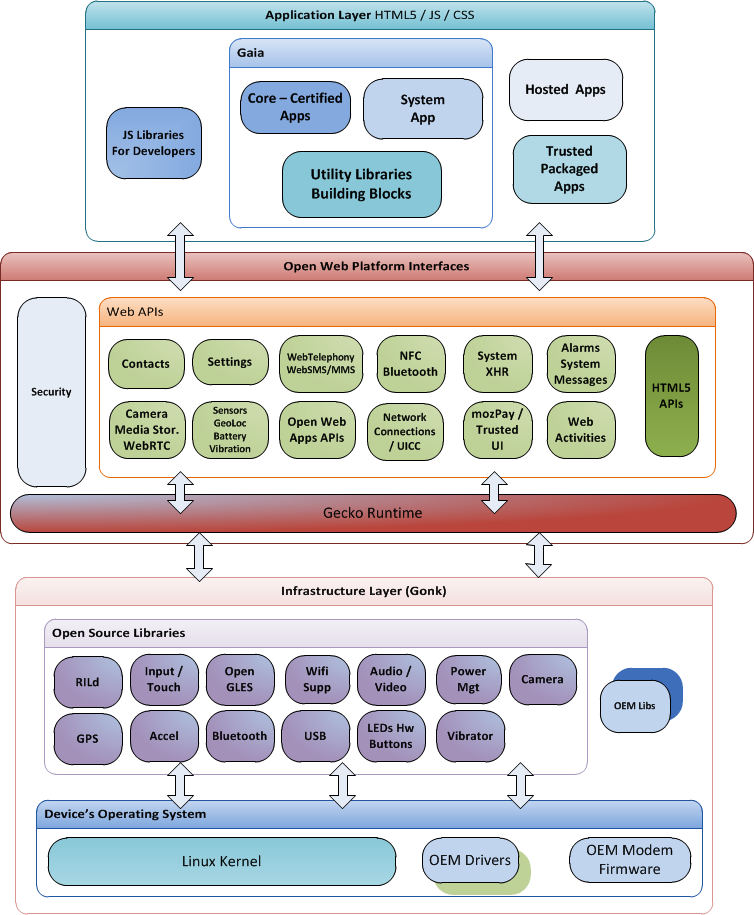
Diagrama de arhitectură Firefox OS

## Istoricul lansărilor
|  | Învechită |  | Extinsă |  | Actuală |  | Beta |  | Alfa |

| Versiune   | Prima compilare | Funcționalitate completă (FC) dată | Cod Complete (CC) dată | Data de lansare | Nume cod | Versiune Gecko          | Include actualizări de securitate |
| ---------- | --------------- | ---------------------------------- | ---------------------- | --------------- | -------- | ----------------------- | --------------------------------- |
| 1.0        | 14 aug 2012     | 22 dec 2012                        |                        | 21 feb 2013     | TEF      | Gecko 18                | Gecko 18                          |
| 1.0.1      | 25 ian 2013     |                                    |                        | 6 sep 2013      | Shira    | Gecko 18                | Gecko 20                          |
| 1.1.0      | 20 feb 2013     | 29 mar 2013                        |                        | 9 oct 2013      | Leo      | Gecko 18+ (new APIs)    | Gecko 23                          |
| 1.1.1      | 24 aug 2013     |                                    |                        |                 | HD       | La fel ca 1.1.0 cu WVGA | Gecko 23                          |
| 1.2.0      | 21 iun 2013     | 15 sep 2013                        |                        | 9 dec 2013      | Koi      | Gecko 26                | Gecko 26                          |
| 1.2.1      | 4 dec 2013      |                                    |                        |                 |          |                         |                                   |
| 1.3.0      | 17 sep 2013     | 31 ian 2014                        |                        | 17 mar 2014     |          | Gecko 28                | Gecko 28                          |
| 1.3.0t     | 8 apr 2014      |                                    |                        |                 |          |                         |                                   |
| 1.4.0      | 10 dec 2013     | 25 apr 2014                        | 9 iun 2014             | 8 aug 2014      |          | Gecko 30                | Gecko 30                          |
| 2.0.0      | 21 feb 2013     | 21 iul 2014                        | 1 sep 2014             |                 |          | Gecko 32                | Gecko 32                          |
| 2.1.0      | 9 iun 2014      | 13 oct 2014                        | 21 noi 2014            |                 |          | Gecko 34                | Gecko 34                          |
| 2.2.0      | 2 sep 2014      | 29 apr 2015                        | 8 iun 2015             |                 |          | Gecko 37                | Gecko 37                          |
| 2.5.0      | 12 ian 2015     | 2 noi 2015 (plănuit)               | 4 ian 2016 (plănuit)   |                 |          | Gecko 43                | Gecko 43                          |
| Spark v0.1 | 15 apr 2015     | 22 iunie 2015                      |                        |                 | Spark    | Ultima                  |                                   |

## Dispozitive
Opțiuni:
- Samsung Pocket
- Samsung Neo
- Orange Cliff
- Alcatel Atari 210
- Nintendo Phone
- Nvidia Tegrafone
- Orange Bob (non-touchscreen)
- Samsung J3 (opțional)